# Katma (Manbidż)
Katma – wieś w Syrii, w muhafazie Aleppo, w dystrykcie Manbidż. W 2004 roku liczyła 497 mieszkańców.